# Représentations diplomatiques en Gambie

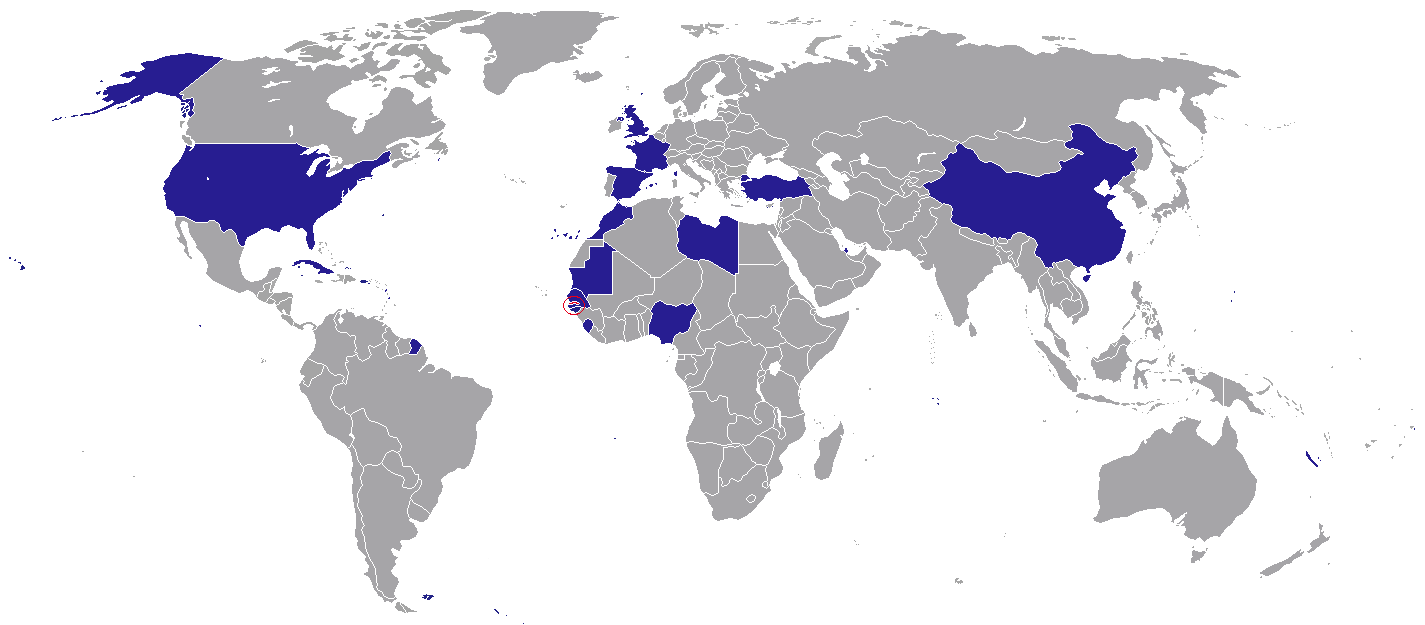
Carte des représentations diplomatiques en Gambie

Ceci est une liste des représentations diplomatiques en Gambie. À l'heure actuelle, la capitale Banjul abrite 15 ambassades. Plusieurs autres pays ont des consuls honoraires pour fournir des services d'urgence à leurs citoyens, tandis que d'autres accréditent des ambassadeurs des pays voisins.

## Ambassades
| Nation        | Date d'ouverture |
| ------------- | ---------------- |
| Chine         | 2 septembre 2016 |
| Cuba          | 2014             |
| Espagne       |                  |
| États-Unis    | 13 janvier 2016  |
| Guinée-Bissau | 8 août 2017      |
| Libye         |                  |
| Mauritanie    |                  |
| Nigeria       | 2017             |
| Qatar         | 6 août 2018      |
| Royaume-Uni   | 8 août 2017      |
| Sénégal       |                  |
| Sierra Leone  |                  |
| Turquie       | 8 août 2017      |

## Autres missions à Banjul
- France (Antenne diplomatique)[11]

## Ambassades non résidentes
La plupart des ambassades accréditées en Gambie sont situées à Dakar, au Sénégal, sauf indication contraire.
| - Afrique du Sud - Algérie - Allemagne - Argentine (Abuja) - Australie (Accra) - Autriche - Azerbaïdjan (Rabat) - Belgique - Brésil - Cameroun - Canada - Chypre (Bruxelles) - Corée du Sud - Croatie (Londres) - Danemark (Bamako) - Finlande (Abuja) - France - Grèce (Rabat) - Inde - Indonésie - Iran | - Irlande (New York) - Israël - Italie - Japon - Malaisie - Mali - Maroc - Mexique (Accra) - Norvège (Abidjan) - Pays-Bas - Philippines (Abuja) - Pologne (Rabat) - Portugal - Roumanie - Russie - Serbie (New York) - Slovaquie (Abuja) - Suède (Abuja) - Suisse - Tanzanie (Abuja) - Viêt Nam (Alger) |